# Bundespräsidentenwahl in Österreich 1971
Zur Bundespräsidentenwahl in Österreich 1971, der fünften Volkswahl eines österreichischen Staatsoberhaupts, kam es am 25. April 1971. Der bisherige Amtsinhaber, Franz Jonas, wurde in seinem Amt bestätigt und war damit der zweite Bundespräsident, der eine zweite Amtsperiode begann. Jonas starb im April 1974, wodurch eine vorgezogene Neuwahl notwendig wurde.

## Ausgangslage
Der bisherige Bundespräsident Franz Jonas trat zur Wiederwahl an (die Verfassung (Artikel 60ß) erlaubt dies). Sein Konkurrent war Kurt Waldheim (ÖVP), der erstmals zu einer Bundespräsidentenwahl antrat.

## Ergebnis
| Kandidaten                            | Parteien                          | Stimmen   | %    |
| ------------------------------------- | --------------------------------- | --------- | ---- |
| Franz Jonas                           | Sozialistische Partei Österreichs | 2.487.239 | 52,8 |
| Kurt Waldheim                         | Österreichische Volkspartei       | 2.224.809 | 47,2 |
| Gesamt                                | Gesamt                            | 4.712.048 | 100  |
|                                       |                                   |           |      |
| Ungültige Stimmen                     | Ungültige Stimmen                 | 75.658    | 1,6  |
| Wähler                                | Wähler                            | 4.787.706 | 95,3 |
| Wahlberechtigte                       | Wahlberechtigte                   | 5.024.324 |      |
|                                       |                                   |           |      |
| Quelle: Bundesministerium für Inneres |                                   |           |      |

## Angelobung
Jonas wurde am 9. Juni 1971 vor der Bundesversammlung angelobt. 